# 莫克雷 (沃倫州)
51°31′40″N 24°19′34″E / 51.52778°N 24.32611°E
莫克雷（烏克蘭語：Мокре），是烏克蘭西部沃倫州的村落，隸屬科韋利區杜貝奇內市鎮，始建於1565年，面積4.88平方公里，海拔高度160米，2001年人口790，人口密度每平方公里161.92人。